# Klippkaka
Klippkaka (Lecanactis latebrarum) är en lavart som först beskrevs av Erik Acharius, och fick sitt nu gällande namn av Johann Franz Xaver Arnold. Klippkaka ingår i släktet Lecanactis och familjen Roccellaceae.  Arten är reproducerande i Sverige. Inga underarter finns listade i Catalogue of Life.